# Ganoi
O Ganoi, ou Ga Noi, é uma raça de galo originária do Vietnã. Originalmente usado para briga de galos, é uma raça que se enquadra no perfil de lutadora, com um corpo ereto, temperamento agressivo e muito ágil. Existem em variedades completamente revestidas por penas ou com o pescoço nu. Foi exportado para o Ocidente pela primeira vez no início da década de 1990.